# Influenzavirus A subtype H1N1

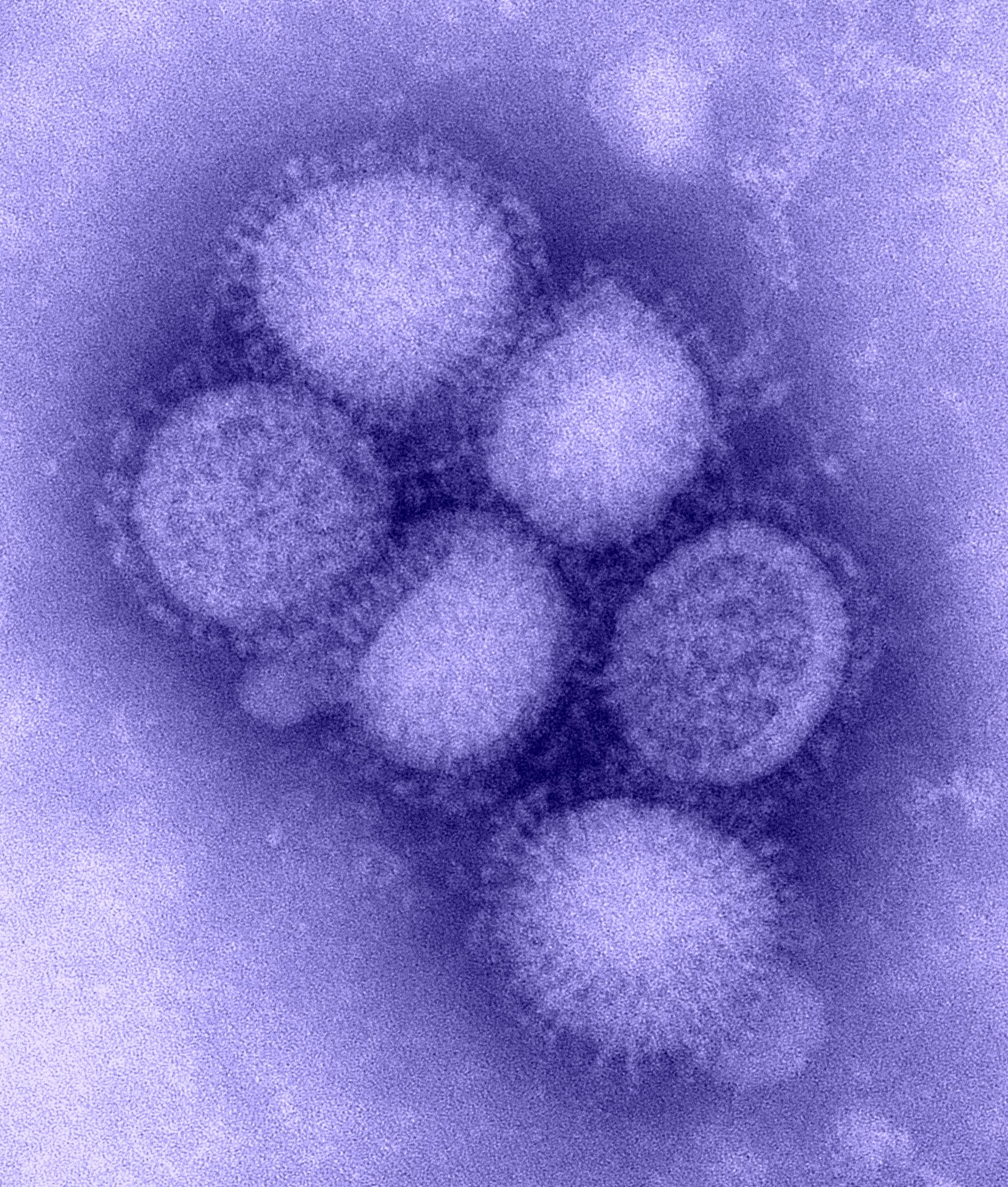
H1N1-virus onder de elektronenmicroscoop

H1N1 is een subtype van het griepvirus Influenza A. H1N1 heeft verschillende subtypes, inclusief het type dat de Spaanse griep veroorzaakte rond 1918 en wereldwijd miljoenen slachtoffers maakte. Dit type is inmiddels in het wild uitgestorven. Ook de Mexicaanse griep uit 2009 lijkt veroorzaakt te zijn door een combinatie van verschillende H1N1-stammen.
Van oorsprong is het virus een vogelgriepvirus. Daarnaast is er een aantal varianten die een mildere griep bij mensen veroorzaken. Virussen van dit type zijn ook verantwoordelijk voor uitbreken van de varkensgriep.
De aanduiding H1N1 hangt samen met de structuur van de eiwitmantel van het virus, waarbij de 'H' het type hemagglutinine-eiwitten op de mantel aangeeft en de 'N' het type neuraminidase-eiwitten.
In de jaren 70 van de twintigste eeuw werd het virus weer gesignaleerd. De gevolgen waren echter minder erg dan in 1918, doordat veel personen nog immuun waren voor het virus, waardoor de grote verspreiding werd voorkomen. Tegenwoordig vormt het H1N1-virus, naast het H3N2-virus, een van de basisvirussen die de jaarlijkse griep vormen. Vormen van het H1N1-virus in de jaarlijkse griep zijn echter wel zeldzamer dan andere vormen van het virus.
Een opvallend kenmerk is dat sommige H1N1-virussen, met name die van Spaanse griep, in tegenstelling tot andere griepvirussen, vooral jongvolwassenen besmetten en doodden.

## Uitbraak april 2009

Verspreiding van de H1N1-uitbraak in 2009
Bevestigde overlijdensgevallen
Bevestigde ziektegevallen
Onbevestigde ziektegevallen

In Mexico heeft de Mexicaanse griep sinds april 2009 zeker 125 mensenlevens geëist. De Verenigde Staten kennen het grootste aantal doden: 263. Op 20 juli 2009 waren wereldwijd 136.432 bevestigde besmettingen en 765 doden.
Volgens de WHO zijn er wereldwijd anno augustus 2010 meer dan 18.000 mensen overleden.
Amerikaanse wetenschappers stellen dat het griepvirus, dat normaal gesproken alleen dieren treft, een nieuw subtype is van het Influenza A-virus H1N1.